# Adenomera martinezi
Adenomera martinezi е вид жаба от семейство Жаби свирци (Leptodactylidae). Видът не е застрашен от изчезване.

## Разпространение и местообитание
Разпространен е в Бразилия.
Обитава градини, храсталаци и савани в райони с тропически и субтропичен климат.

## Описание
Популацията на вида е стабилна.